# Gran Sinagoga de Grodno
La gran sinagoga de Grodno  (en bielorruso: Харальная сінагога ў Гродне) está situada en Grodno, Bielorrusia, data del siglo XVI. En 2007 fue candidata para formar parte del Patrimonio de la Humanidad de la Unesco.
La gran sinagoga de Grodno fue construida desde 1576 hasta 1580 por Santi Gucci, que diseñó una sinagoga de madera por la invitación del rabino Mordejai Yaffe. En 1887, los judíos locales eran propietarios del 88% de las empresas comerciales, el 76% de las fábricas y talleres, y más del 65% de los bienes raíces en la ciudad.